# Griqualand West
Griqualand West er et område i det centrale Sydafrika med et areal på 40.000 km², som nu er en del af provinsen Northern Cape, som var beboet af griquaerne. Det blev proklameret som britisk koloni i 1873 med hovedstad i Kimberley. I 1880 blev det annekteret af Kapkolonien. Da Unionen Sydafrika blev oprettet i 1910, blev Griqualand West en del af Kapprovinsen.
Oranjefristaten etablerede en midlertid regering over diamantfelterne, men denne administration var hverken tilfredsstillende for Oranjefristaten eller diamantgraverne. På dette tidspunkt tilbød Nicolaas Waterboer, lederen for griquaerne, at placere territoriet under dronning Victorias administration. Dette tilbud blev accepteret, og den 27. oktober 1871 blev distriktet sammen med tilgrænsende territorier, som Transvaal havde gjort krav på, erklæret for britisk territorium under navnet Griqualand West.
Waterboers ret var baseret på en aftale, som blev indgået af hans far med briterne i 1834 og på forskellige ordninger med Kok–høvdingerne. Oranjefristaten baserede sit krav på købet af Adam Koks suveræne rettigheder og på lang okkupation. Forskellen mellem privat ejendom og herredømme blev misforstået eller ignoreret. Waterboer udøvede ingen autoritet i det omstridte distrikt, og dette blev indrømmet. Dele af Oranjefristatens volksraad ønskede at gå i krig mod Storbritannien, da den britiske anneksion fandt sted, men præsident Johannes Brands rådgivere fik deres vilje. Men Oranjefristaten opgav ikke sit krav. Sagen skabte irritation mellem parterne frem til juli 1876. Den blev da bragt i orden af Henry Herbert, som på den tid var koloniminister. Han gav Fristaten "fuld oprejsning i alle krav, som det regner med at have i Griqualand West".
Herbert nægtede at høre på forslaget fra præsident Brand om, at territoriet skulle opgives af Storbritannien. Det er sikkert, at diamantfelterne var det middel, som Oranjefristaten ledte efter for at sikre velstand og anseelse for landet.
28°45′00″S 24°46′00″Ø / 28.75°S 24.766667°Ø